# Тофаларское муниципальное образование
Тофаларское муниципальное образование — сельское поселение в Нижнеудинском районе Иркутской области России.
Административный центр — село Алыгджер.

## Население
| 2010 | 2011 | 2012 | 2013 | 2014 | 2015 | 2016 |
| ---- | ---- | ---- | ---- | ---- | ---- | ---- |
| 508  | ↘507 | ↗510 | ↘507 | ↗534 | ↗535 | ↘530 |
| 2017 |      |      |      |      |      |      |
| ↘526 |      |      |      |      |      |      |

По результатам Всероссийской переписи населения 2010 года численность населения муниципального образования составляла 508 человек, в том числе 239 мужчин и 269 женщин.

## Состав
В состав муниципального образования входит один населенный пункт — Алыгджер.